# Haizhou, Lianyungang
Haizhou, tidigare romaniserat Haichow, är ett stadsdistrikt som lyder under Lianyungangs stad på prefekturnivå i Jiangsu-provinsen i östra Kina. Det ligger  omkring 280 kilometer norr om provinshuvudstaden Nanjing.
År 2014 slogs stadsdistriktet samman med det tidigare stadsdistriktet Xinpu (Xinpu Qu).